# Владимировка (Кемеровская область)
Владимировка — упразднённая деревня в Яшкинском районе Кемеровской области. На момент упразднения входила в состав Таловского сельсовета. Исключена из учётных данных в 1997 году.

## География
Располагалась на левом берегу реки Яя ниже впадения в нее реки Каменушка, на расстоянии примерно 8 км по прямой к югу от города Анжеро-Судженск.

## История
Основана в 1909 году. По данным на 1926 году посёлок Владимирский состоял из 30 хозяств. В административном отношении входил в состав Дроздовского сельсовета Тайгинского района Томского округа Сибирского края.

## Население
| 1970 | 1979 | 1989 |
| ---- | ---- | ---- |
| 88   | ↘31  | ↘1   |

По переписи 1926 г. в посёлке проживало 138 человек (67 мужчин и 71 женщина), основное население — русские.